# Лебедев, Олег Александрович
Олег Александрович Лебедев (12 октября 1976 Тула, РСФСР, СССР) — российский политический деятель. Депутат Государственной думы шестого и седьмого созывов, член комитета ГД по природным ресурсам, природопользованию и экологии.
Член Президиума Высшего экологического совета Комитета ГД РФ по природным ресурсам, природопользованию и экологии. Общественный деятель в сфере экологии и защиты окружающей среды, блогер.
Из-за вторжения России на Украину, находится под международными санкциями Евросоюза, США, Великобритании и ряда других стран

## Биография
Заместитель председателя Тульской областной думы 5-го созыва (2009 г. — 2012 г.).
Депутат Тульской областной думы трёх созывов (3-го, 4-го, 5-го с 2000 г. по 2012 г.).
Родился 12 октября 1976 года в Туле.
В 1998 году одновременно окончил факультет Транспортного машиностроения на очном отделении и на вечернем — Экономический факультет Тульского государственного университета.
В 2006 году закончил Российскую академию государственной службы при Президенте Российской Федерации.
С 1996 г. по 2000 г. — работал на различных предприятиях Тулы экономистом, управляющим, заместителем директора.
В октябре 2000 года избран депутатом Тульской областной Думы 3-го созыва по Скуратовскому одномандатному избирательному округу. Как депутат вошёл в Комитет по экономической политике, налогам и собственности Тульской областной думы и заместителем председателя думской комиссии по вопросам средств массовой информации.
В апреле 2004 г. О. А. Лебедев на прямых выборах избран Главой муниципального образования «Город Ефремов и Ефремовский район Тульской области» (одновременно — Главой администрации этого муниципального района). В октябре 2004 года покинул должность.
В октябре 2004 г. В составе тройки лидеров областного избирательного списка Коммунистической партии, О. А. Лебедев избран депутатом Тульской областной Думы 4-го созыва. Также избран заместителем председателя думского Комитета по бюджету и финансам.
В октябре 2009 года избран депутатом Тульской областной Думы 5-го созыва, получив лучший результат по своей партии 36,5 %, взяв два мандата по своей территориальной группе. Избран одним из двух заместителем председателя Тульской областной Думы. Курировал социальную сферу. Был избран руководителем фракции КПРФ в Тульской областной думе, состоящей из 10 депутатов.
В 2011 г. баллотировался в Госдуму VI созыва в составе региональной группы №64 федерального списка КПРФ от Тульской области. Занимал вторую позицию после Василия Стародубцева. По итогам голосования 4 декабря 2011 г. в Думу не прошел, депутатский мандат получил Стародубцев. В ночь на 30 декабря Василий Стародубцев скончался. 27 января 2012 г. ЦИК России передал освободившийся мандат Олегу Лебедеву, 31 января он приступил к исполнению депутатских обязанностей.
Как депутат Госдумы О. А. Лебедев вошёл в состав Комитета Государственной Думы по природным ресурсам, природопользованию и экологии. Член Президиума Высшего экологического совета Государственной думы, и руководитель его секции «Экономические инструменты защиты окружающей среды». Активный защитник экологии.
Организатор многочисленных акций по уборке леса и посадке деревьев. Провёл ряд парламентских слушаний, народных сходов в различных регионах страны: в Москве в Государственной думе по законопроекту о нормировании и переходе на наилучшие доступные технологии, а также по законопроекту об отходах, в Иркутске по проблемам Байкала, в Калуге и Туле по вопросам обеспечения качества атмосферного воздуха, в Вологде и в Симферополе по лесной тематике.
Добился приостановки работы ряда предприятий-загрязнителей, отставок ряда глав МО, которые покрывали экологические правонарушения. Добился возбуждения 87 административных дел и 11 уголовных против экологических правонарушителей. Автор ряда экологических законопроектов. Активно выступает в федеральных СМИ по актуальным экологическим вопросам.
О. А. Лебедев вступил в КПРФ в возрасте 21 год в 1997 г. Политический выбор был в определённой степени предопределён. И дед, и отец О. А. Лебедева состояли в КПСС, избирались депутатами местных советов в городе Туле и Тульской области, работали на ответственных партийных и руководящих должностях. Дед в Тульском обкоме КПСС, отец избирался секретарём партийной организации крупного оборонного предприятия. Младший брат О. А. Лебедева также член КПРФ, избирался депутатом местного собрания депутатов, Тульской городской и областной думы.
В 1998 г. Олега Лебедева избирают секретарём крупной первичной организации в районном партийной организации Центрального района города Тулы. В 1999 г. — членом бюро Центрального райкома КПРФ г. Тулы.
Также в 1999 г. — членом, а затем, заместителем председателя Контрольно-ревизионной комиссии Тульской городской партийной организации КПРФ.
В 2000 г. О. А. Лебедева избирают первым секретарём Центрального райкома КПРФ г. Тулы — крупнейшей районной партийной организации в области.
В 2001 г. коммунисты г. Тулы избирают О. А. Лебедева первым секретарём Тульского горкома КПРФ.
С 2002 г. — по 2014 г. время О. А. Лебедев избирался вторым секретарём Тульского обкома КПРФ.
С 2014 г. — по настоящее время первый секретарь Тульского обкома КПРФ.
С 2004 г. по настоящее время О. А. Лебедев член Центрального комитета КПРФ. Лебедев избирался делегатом Х, XII, XIII, XIV съездов КПРФ.
Активно участвует в политических дискуссиях и выступает в СМИ и дебатах в поддержку партии.
Награждён Медалью «200 лет МВД России», почётными грамотами и благодарственными письмами Губернатора Тульской области, Тульской областной Думы, Председателя Государственной Думы ФС РФ, ряда федеральных органов исполнительной власти.
В 2013 г. решением Тульской городской думы награждён Почётным серебряным знаком муниципального образования город Тула «За вклад в развитие города Тулы» (Среди наград МО г. Тула по статуту выше Почётного серебряного знака только почётный гражданин города Тула).
Офицер запаса вооружённых сил РФ.
Женат, воспитывает сына.

## Законотворческая деятельность
С 2011 по 2019 год, в течение исполнения полномочий депутата Государственной Думы VI и VII созывов, выступил соавтором 50 законодательных инициатив и поправок к проектам федеральных законов.
Весной 2016 года депутат возглавил рабочую группу по подготовке закона «Об ответственном обращении с животными», который пятью годами ранее был принят в первом чтении Государственной Думой РФ. Лебедев сообщил, что лично вычеркнул из законопроекта всё, что связано с усыплением бездомных собак, отлов этих животных с целью последующей эвтаназии будет запрещён, а идеологией нового закона будет программа ОСВ (отлов — стерилизация — возврат), предусматривающая свободное нахождение на улицах городов безнадзорных собак. Подобная программа проводилась в качестве эксперимента в Москве с 1999 по 2008 год, вызывала критическую оценку со стороны учёных, привела к истреблению краснокнижных животных свободно обитавшими собаками и после серии скандалов, связанных, в том числе с хищением средств, была прекращена и заменена на безвозвратный отлов.
В мае того же года Лебедев выступил с инициативой введения в России поста Уполномоченного по правам животных.

## Санкции
23 февраля 2022 года внесен в санкционные списки Евросоюза за действия и политику, которые подрывают территориальную целостность, суверенитет и независимость Украины и еще больше дестабилизируют Украину.
24 февраля 2022 года, включён в санкционный список Канады «близких соратников режима» за голосование о признании независимости «так называемых республик в Донецке и Луганске».
24 марта 2022 года, на фоне вторжения России на Украину, включен в санкционный список США за «соучастие в войне Путина» и «поддержку усилий Кремля по вторжению в Украину», Госдеп США заявил что депутаты Госдумы используют свои полномочия для преследования инакомыслящих и политических оппонентов, нарушают свободу информации, ограничивают права человека и основные свободы граждан России.
Позднее, по аналогичным основаниям, включён в санкционные списки Великобритании, Швейцарии, Австралии, Японии, Украины и Новой Зеландии.

## Награды
- Медаль «200 лет МВД России»;
- Орден «За верность долгу» (Республика Крым, 2015 год) — за патриотизм, активную общественно-политическую деятельность, личный вклад в укрепление единства, развитие и процветание Крыма[17];
- Медаль «За содружество в области химического разоружения» (ФУБХУХО России, 2016 год) — за активное участие в экологическом мониторинге, необходимом для безопасной утилизации химического оружия[18];
- Медаль «Патриот России»;
- Знак «За вклад в развитие города Тулы»;
- Почётный серебряный знак «За развитие парламентаризма в России».